# 손도끼

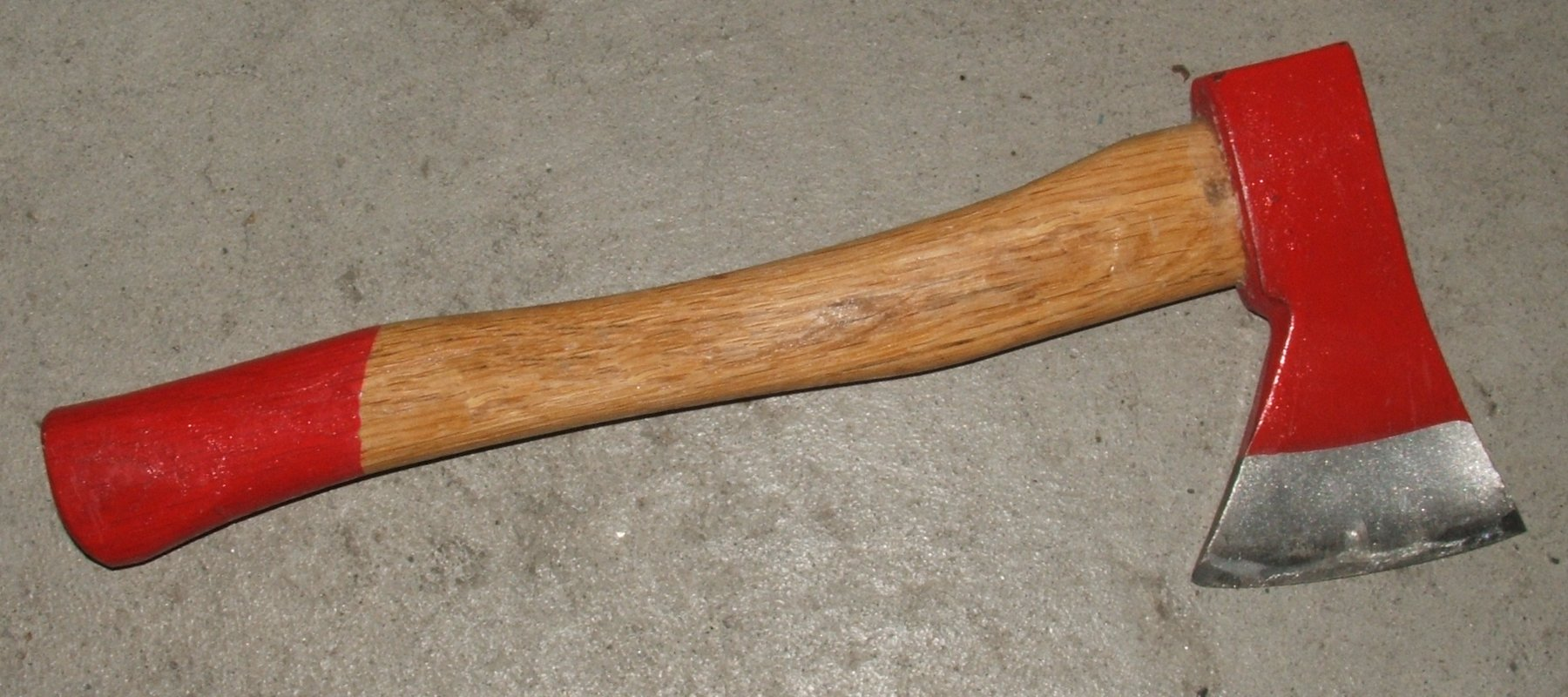

손도끼(hatchet)는 한 손으로 다룰 수 있는 작은 도끼이다. 보통 외날도끼이고, 날 반대쪽은 멍텅하여 망치로 쓸 수 있다.
통나무의 평평한 표면을 만들 때 손도끼를 사용하여 깎을 수도 있다. 손도끼는 주머니칼이 없을 때 약간의 작업을 수행할 수 있고, 라이터가 없을 때 불꽃과 마찰을 통해 불을 일으킬 수 있다.

## 용도
- 나무나 목재를 자르는 용도로 사용한다.
- 등산이나 야영시에 사용한다.